# アン・アンド・ガブリエル・バービー・ミューラー博物館

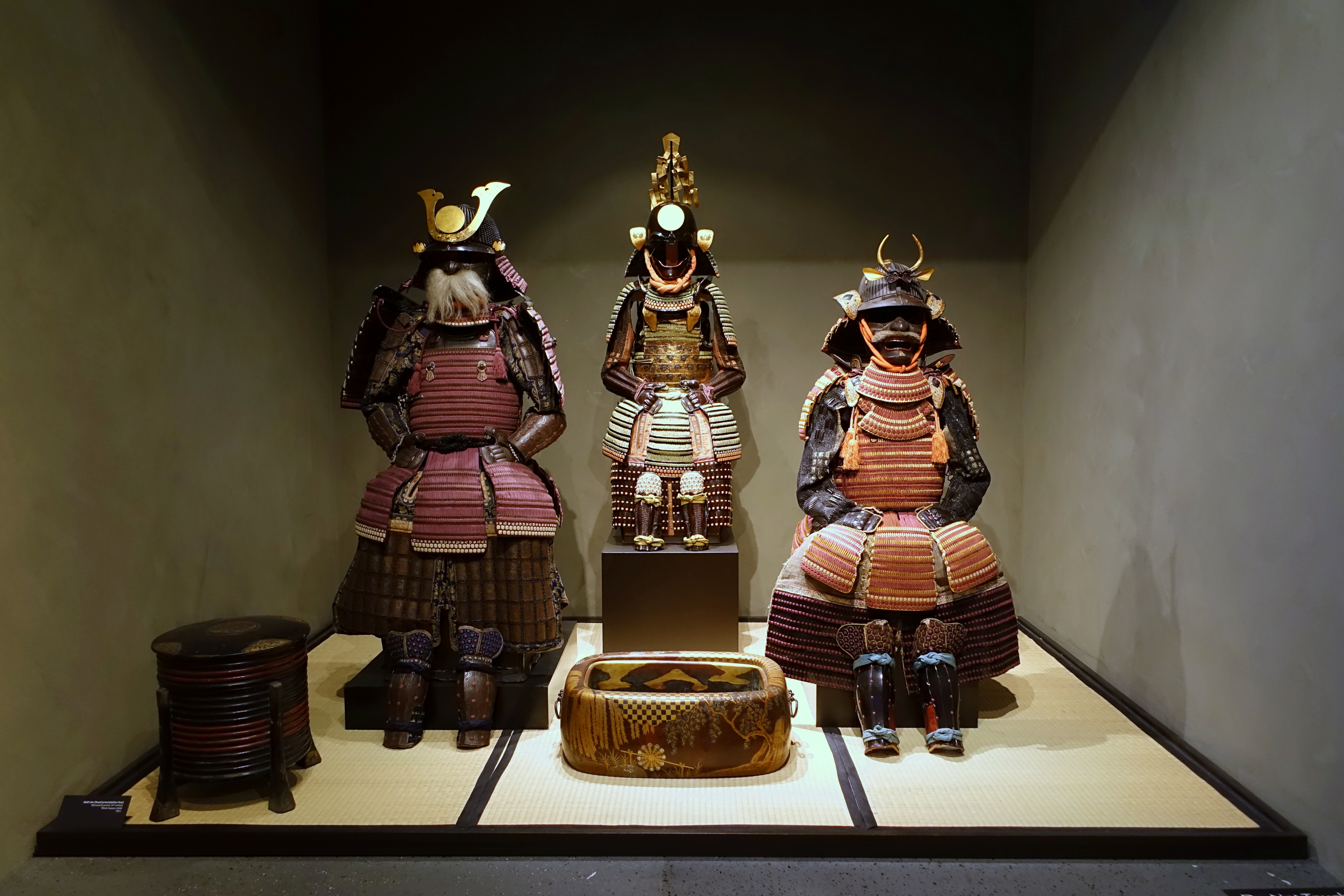
展示品の甲冑

アン＆ガブリエル・バービー・ミューラー博物館またはサムライコレクション（英語: The Ann and Gabriel Barbier-Mueller Museumまたは英語: The Samurai Collection）は、アメリカ合衆国テキサス州ダラスのダウンタウンとなるの北ハーウッド通り2501番地に位置する日本の侍の甲冑の博物館。江戸時代を中心に、12世紀から19世紀の甲冑、兜、面頬、馬具、武器など侍に関わる約300品を所蔵している。世界で唯一「侍」に特化した博物館である。

## 秋保石の石灯籠
2023年1月17日から20日、仙台・ダラス国際友好都市関係25周年を記念して仙台の郡和子市長率いる8名の公式訪問団がダラスを訪れた。訪問に先立ち、仙台市特産の秋保石を使用した石灯籠を寄贈し当館に設置された。1月19日、訪問団および博物館オーナーのバービー-ミューラー夫妻出席のもと除幕式が行なわれた。なお、2022年12月6日、ダラス市からブロンズ製の「ダラス友好の歌」という名の鐘が仙台市に寄贈され、仙台国際センターに設置し除幕式が行なわれていた。